# Ceratorhiza decidua
Ceratorhiza decidua é uma espécie de fungo pertencente à família Ceratobasidiaceae.